# Оскар (кинопремия, 1968)
40-я церемония вручения наград премии «Оскар» за заслуги в области кинематографа за 1967 год состоялась 10 апреля 1968 года в выставочном центре Santa Monica Civic Auditorium (Санта-Моника, округ Лос-Анджелес, Калифорния). Проведение церемонии было отложено на два дня, в дань памяти Мартина Лютера Кинга, чьи похороны состоялись 8 апреля, в день, на который была назначена церемония награждения. Номинанты были объявлены 19 февраля 1968 года.

## Фильмы, участвовавшие в конкурсе

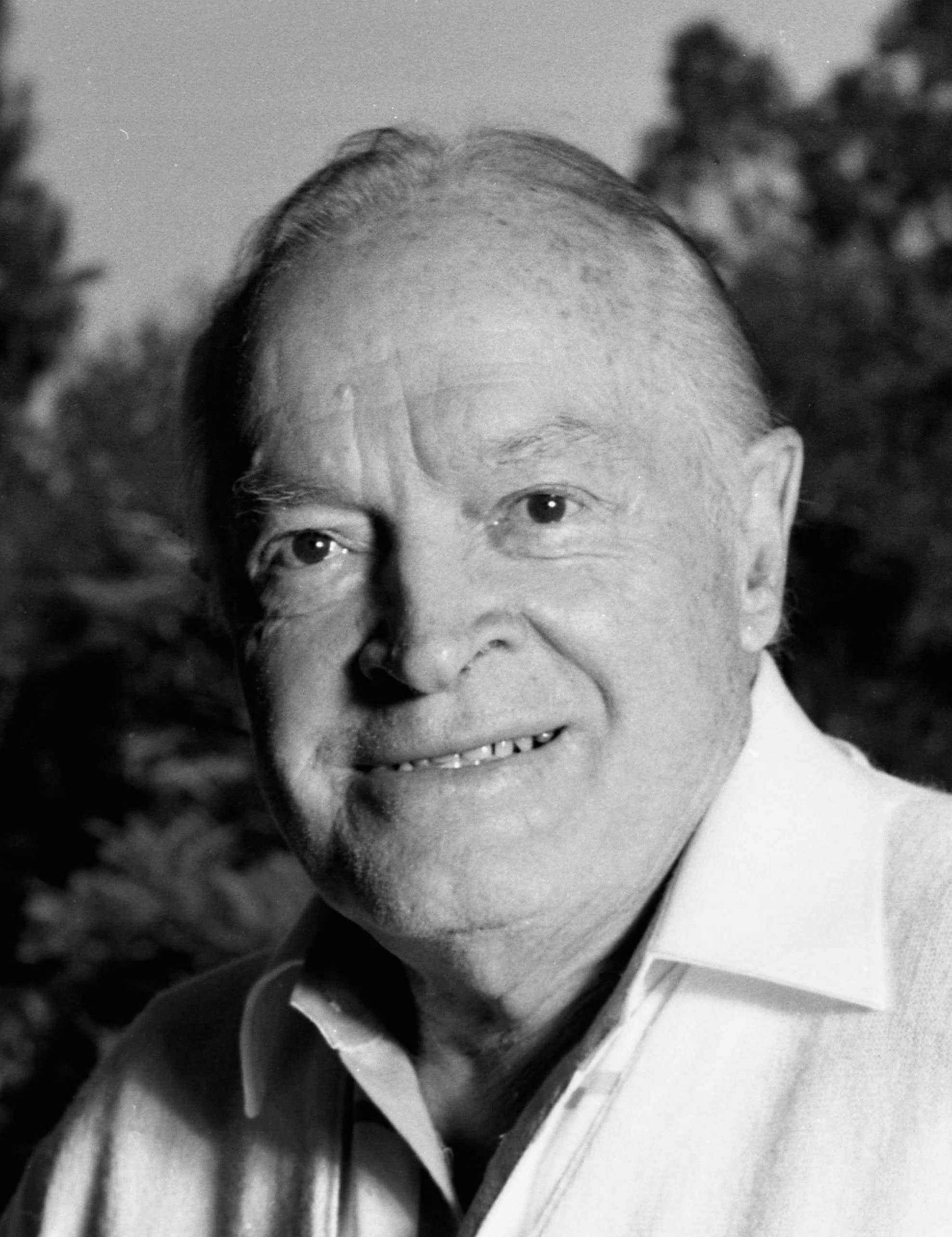
Ведущий церемонии Боб Хоуп

В конкурсе было номинировано 30 полнометражных художественных фильмов и один мультфильм. Из них награды получили десять картин:
Число наград / общее число номинаций
- 5/7: «Душной южной ночью»
- 3/5: «Камелот»
- 2/10: «Бонни и Клайд»
- 2/10: «Угадай, кто придёт к обеду?»
- 2/9: «Доктор Дулиттл»
- 1/7: «Весьма современная Милли»
- 1/7: «Выпускник»
- 1/4: «Грязная дюжина»
- 1/4: «Хладнокровный Люк»
- 1/1: «Поезда под пристальным наблюдением»

Номинированные фильмы, которые не завоевали наград:
Число номинаций
- 4: «Хладнокровное убийство»
- 2: «Укрощение строптивой»
- 1: «Босиком по парку», «Вдали от обезумевшей толпы», «Война окончена», «Двое на дороге», «Дождись темноты», «Долина кукол», «Жить, чтобы жить», «Казино „Рояль“», «Книга джунглей», «Колдовская любовь», «Красный берег», «Отстранение», «Портрет Чико», «Развод по-американски», «Самый счастливый миллионер», «Скупщики перьев», «Тобрук», «Улисс», «Укрощение строптивой», «Шептуны»

## Фотогалерея

### Лучшая режиссёрская работа
| Лауреат                   | Номинанты |
| ------------------------- | --- |
| - Майк Николс «Выпускник» | - Артур Пенн «Бонни и Клайд» - Стэнли Крамер «Угадай, кто придёт к обеду?» - Ричард Брукс «Хладнокровное убийство» - Норман Джуисон «Душной южной ночью» |

### Лучший актёр
| Лауреат                            | Номинанты |
| ---------------------------------- | --- |
| - Род Стайгер «Душной южной ночью» | - Дастин Хоффман «Выпускник» - Пол Ньюман «Хладнокровный Люк» - Спенсер Трейси «Угадай, кто придёт к обеду?» |

### Лучшая актриса
| Лауреат                                        | Номинанты |
| ---------------------------------------------- | --- |
| - Кэтрин Хепбёрн «Угадай, кто придёт к обеду?» | - Энн Бэнкрофт «Выпускник» - Фэй Данауэй «Бонни и Клайд» - Эдит Эванс «Шептуны» - Одри Хепбёрн «Дождись темноты» |

### Лучший актёр второго плана
| Лауреат                              | Номинанты |
| ------------------------------------ | --- |
| - Джордж Кеннеди «Хладнокровный Люк» | - Джон Кассаветис «Грязная дюжина» - Джин Хэкмен «Бонни и Клайд» - Сесил Келлауэй «Угадай, кто придёт к обеду?» - Майкл Дж. Поллард «Бонни и Клайд» |

### Лучшая актриса второго плана
| Лауреат                          | Номинанты |
| -------------------------------- | --- |
| - Эстель Парсонс «Бонни и Клайд» | - Кэрол Чэннинг «Весьма современная Милли» - Милдред Нэтвик «Босиком по парку» - Би Ричардс «Угадай, кто придёт к обеду?» - Кэтрин Росс «Выпускник» |

## Список лауреатов и номинантов
★ Победители выделены отдельным цветом. 

### Основные категории
| Категории                                                   | Лауреаты и номинанты                                                                          |
| ----------------------------------------------------------- | --------------------------------------------------------------------------------------------- |
| Лучший фильм                                                | ★ Душной южной ночью / In the Heat of the Night (продюсер: Уолтер Мириш)                      |
| Лучший фильм                                                | • Бонни и Клайд / Bonnie and Clyde (продюсер: Уоррен Битти)                                   |
| Лучший фильм                                                | • Доктор Дулиттл / Doctor Dolittle (продюсер: Артур П. Джейкобс)                              |
| Лучший фильм                                                | • Выпускник / The Graduate (продюсер: Лоуренс Турман)                                         |
| Лучший фильм                                                | • Угадай, кто придёт к обеду? / Guess Who’s Coming to Dinner (продюсер: Стэнли Крамер)        |
| Лучший режиссёр                                             | ★ Майк Николс за фильм «Выпускник»                                                            |
| Лучший режиссёр                                             | • Артур Пенн — «Бонни и Клайд»                                                                |
| Лучший режиссёр                                             | • Стэнли Крамер — «Угадай, кто придёт к обеду?»                                               |
| Лучший режиссёр                                             | • Ричард Брукс — «Хладнокровное убийство»                                                     |
| Лучший режиссёр                                             | • Норман Джуисон — «Душной южной ночью»                                                       |
| Лучший актёр (награду вручала Одри Хепбёрн)                 | ★ Род Стайгер — «Душной южной ночью» (за роль шефа полиции Билла Гиллеспи)                    |
| Лучший актёр (награду вручала Одри Хепбёрн)                 | • Уоррен Битти — «Бонни и Клайд» (за роль Клайда Бэрроу)                                      |
| Лучший актёр (награду вручала Одри Хепбёрн)                 | • Дастин Хоффман — «Выпускник» (за роль Бенджамина Брэддока)                                  |
| Лучший актёр (награду вручала Одри Хепбёрн)                 | • Пол Ньюман — «Хладнокровный Люк» (за роль Люка Джексона)                                    |
| Лучший актёр (награду вручала Одри Хепбёрн)                 | • Спенсер Трейси (посмертно) — «Угадай, кто придёт к обеду?» (за роль Мэтта Дрейтона)         |
| Лучшая актриса (награду вручал Сидни Пуатье)                | ★ Кэтрин Хепбёрн — «Угадай, кто придёт к обеду?» (за роль Кристины Дрейтон)                   |
| Лучшая актриса (награду вручал Сидни Пуатье)                | • Энн Бэнкрофт — «Выпускник» (за роль миссис Робинсон)                                        |
| Лучшая актриса (награду вручал Сидни Пуатье)                | • Фэй Данауэй — «Бонни и Клайд» (за роль Бонни Паркер)                                        |
| Лучшая актриса (награду вручал Сидни Пуатье)                | • Эдит Эванс — «Шептуны» (за роль Мэгги Росс)                                                 |
| Лучшая актриса (награду вручал Сидни Пуатье)                | • Одри Хепбёрн — «Дождись темноты» (за роль Сьюзи Хендрикс)                                   |
| Лучший актёр второго плана (награду вручала Патти Дьюк)     | ★ Джордж Кеннеди — «Хладнокровный Люк» (за роль Драглайна)                                    |
| Лучший актёр второго плана (награду вручала Патти Дьюк)     | • Джон Кассаветис — «Грязная дюжина» (за роль Виктора Франко)                                 |
| Лучший актёр второго плана (награду вручала Патти Дьюк)     | • Джин Хэкмен — «Бонни и Клайд» (за роль Бака Бэрроу)                                         |
| Лучший актёр второго плана (награду вручала Патти Дьюк)     | • Сесил Келлауэй — «Угадай, кто придёт к обеду?» (за роль монсеньора Майка Райана)            |
| Лучший актёр второго плана (награду вручала Патти Дьюк)     | • Майкл Дж. Поллард — «Бонни и Клайд» (за роль Мосса)                                         |
| Лучшая актриса второго плана (награду вручал Уолтер Маттау) | ★ Эстель Парсонс — «Бонни и Клайд» (за роль Бланш Бэрроу)                                     |
| Лучшая актриса второго плана (награду вручал Уолтер Маттау) | • Кэрол Чэннинг — «Весьма современная Милли» (за роль Маззи Ван Хоссмер)                      |
| Лучшая актриса второго плана (награду вручал Уолтер Маттау) | • Милдред Нэтвик — «Босиком по парку» (за роль миссис Этель Бэнкс)                            |
| Лучшая актриса второго плана (награду вручал Уолтер Маттау) | • Би Ричардс — «Угадай, кто придёт к обеду?» (за роль миссис Прентис)                         |
| Лучшая актриса второго плана (награду вручал Уолтер Маттау) | • Кэтрин Росс — «Выпускник» (за роль Элейн Робинсон)                                          |
| Лучший сценарий, созданный непосредственно для экранизации  | ★ Уильям Роуз — «Угадай, кто придёт к обеду?»                                                 |
| Лучший сценарий, созданный непосредственно для экранизации  | • Дэвид Ньюман, Роберт Бентон — «Бонни и Клайд»                                               |
| Лучший сценарий, созданный непосредственно для экранизации  | • Роберт Кауфман, Норман Лир — «Развод по-американски»                                        |
| Лучший сценарий, созданный непосредственно для экранизации  | • Хорхе Семпрун — «Война окончена»                                                            |
| Лучший сценарий, созданный непосредственно для экранизации  | • Фредерик Рафаэл — «Двое на дороге»                                                          |
| Лучший адаптированный сценарий                              | ★ Стёрлинг Силлифант — «Душной южной ночью» (по роману Джона Болла «Душной ночью в Каролине») |
| Лучший адаптированный сценарий                              | • Донн Пирс, Фрэнк Пирсон — «Хладнокровный Люк» (по одноимённому роману Донна Пирса)          |
| Лучший адаптированный сценарий                              | • Колдер Уиллингэм, Бак Генри — «Выпускник» (по одноимённому роману Чарльза Уэбба)            |
| Лучший адаптированный сценарий                              | • Ричард Брукс — «Хладнокровное убийство» (по одноимённому роману Трумена Капоте)             |
| Лучший адаптированный сценарий                              | • Джозеф Стрик, Фред Хайнс — «Улисс»(по одноимённому роману Джеймса Джойса)                   |
| Лучший фильм на иностранном языке                           | ★ Поезда под пристальным наблюдением / Ostře sledované vlaky (Чехословакия) реж. Иржи Менцель |
| Лучший фильм на иностранном языке                           | • Колдовская любовь / El amor brujo (Испания) реж. Франсиско Ровира Белета                    |
| Лучший фильм на иностранном языке                           | • Скупщики перьев / Skupljači perja (Скупљачи перја) (Югославия) реж. Александр Пе́трович      |
| Лучший фильм на иностранном языке                           | • Жить, чтобы жить / Vivre pour vivre (Франция) реж. Клод Лелуш                               |
| Лучший фильм на иностранном языке                           | • Портрет Тиэко / 智恵子抄 (Тиэко-сё:) (Япония) реж. Нобору Накамура                          |

### Другие категории
| Категории                                      | Лауреаты и номинанты |
| ---------------------------------------------- | --- |
| Лучшая музыка: Оригинальный саундтрек          | ★ Элмер Бернстайн — «Весьма современная Милли» |
| Лучшая музыка: Оригинальный саундтрек          | • Лало Шифрин — «Хладнокровный Люк» |
| Лучшая музыка: Оригинальный саундтрек          | • Лесли Брикасс — «Доктор Дулиттл» |
| Лучшая музыка: Оригинальный саундтрек          | • Ричард Родни Беннетт — «Вдали от обезумевшей толпы»                                                                                                |
| Лучшая музыка: Оригинальный саундтрек          | • Куинси Джонс — «Хладнокровное убийство» |
| Лучшая музыка: Запись адаптированной партитуры | ★ Альфред Ньюман и Кен Дэрби — «Камелот» |
| Лучшая музыка: Запись адаптированной партитуры | • Лайонел Ньюман и Александр Кураж — «Доктор Дулиттл»                                                                                                |
| Лучшая музыка: Запись адаптированной партитуры | • Фрэнк Де Вол — «Угадай, кто придёт к обеду?» |
| Лучшая музыка: Запись адаптированной партитуры | • Андре Превин и Джозеф Гершенсон — «Весьма современная Милли»                                                                                       |
| Лучшая музыка: Запись адаптированной партитуры | • Джон Уильямс — «Долина кукол» |
| Лучшая песня к фильму                          | ★ Talk to the Animals — «Доктор Дулиттл» — музыка и слова: Лесли Брикасс                                                                             |
| Лучшая песня к фильму                          | • The Bare Necessities — «Книга джунглей» — музыка и слова: Терри Гилкисон                                                                           |
| Лучшая песня к фильму                          | • The Eyes of Love — «Отстранение» — музыка: Куинси Джонс, слова: Боб Расселл                                                                        |
| Лучшая песня к фильму                          | • The Look of Love — «Казино „Рояль“» — музыка: Бёрт Бакарак, слова: Хэл Дэвид                                                                       |
| Лучшая песня к фильму                          | • Thoroughly Modern Millie — «Весьма современная Милли» — музыка: Джимми Ван Хэйсен, слова: Сэмми Кан                                                |
| Лучший монтаж                                  | ★ Хэл Эшби — «Душной южной ночью» |
| Лучший монтаж                                  | • Фрэнк П. Келлер — «Красный берег» |
| Лучший монтаж                                  | • Майкл Лучано — «Грязная дюжина» |
| Лучший монтаж                                  | • Сэмюэл Э. Битли и Марджори Фоулер — «Доктор Дулиттл»                                                                                               |
| Лучший монтаж                                  | • Роберт Джонс — «Угадай, кто придёт к обеду?» |
| Лучшая операторская работа                     | ★ Бёрнетт Гаффи — «Бонни и Клайд» |
| Лучшая операторская работа                     | • Ричард Х. Клайн — «Камелот» |
| Лучшая операторская работа                     | • Роберт Л. Сёртис — «Доктор Дулиттл» |
| Лучшая операторская работа                     | • Роберт Л. Сёртис — «Выпускник» |
| Лучшая операторская работа                     | • Конрад Л. Холл — «Хладнокровное убийство» |
| Лучшая работа художника                        | ★ Джон Траскотт, Эдвард Каррере (постановщики), Джон У. Браун (декоратор) — «Камелот»                                                                |
| Лучшая работа художника                        | • Марио Кьяри, Джек Мартин Смит, Эд Грейвз (постановщики), Уолтер М. Скотт, Стюарт А. Рейсс (декораторы) — «Доктор Дулиттл»                          |
| Лучшая работа художника                        | • Роберт Клэтворти (постановщик), Фрэнк Таттл (декоратор) — «Угадай, кто придёт к обеду?»                                                            |
| Лучшая работа художника                        | • Лоренцо Монджардино, Джон ДеКуир, Элвен Уэбб, Джузеппе Мариани (постановщики), Дарио Симони, Луиджи Джерваси (декораторы) — «Укрощение строптивой» |
| Лучшая работа художника                        | • Александр Голицын, Джордж С. Уэбб (постановщики), Ховард Бристоль (декоратор) — «Весьма современная Милли»                                         |
| Лучший дизайн костюмов                         | ★ Джон Траскотт — «Камелот» |
| Лучший дизайн костюмов                         | • Теадора Ван Ранкл — «Бонни и Клайд» |
| Лучший дизайн костюмов                         | • Билл Томас — «Самый счастливый миллионер» |
| Лучший дизайн костюмов                         | • Ирен Шарафф, Данило Донати — «Укрощение строптивой»                                                                                                |
| Лучший дизайн костюмов                         | • Жан Луи — «Весьма современная Милли» |
| Лучший звук                                    | ★ Samuel Goldwyn Studio Sound Department — «Душной южной ночью»                                                                                      |
| Лучший звук                                    | • Warner Bros.-Seven Arts Studio Sound Department — «Камелот»                                                                                        |
| Лучший звук                                    | • Metro-Goldwyn-Mayer Studio Sound Department — «Грязная дюжина»                                                                                     |
| Лучший звук                                    | • 20th Century-Fox Studio Sound Department — «Доктор Дулиттл»                                                                                        |
| Лучший звук                                    | • Universal City Studio Sound Department — «Весьма современная Милли»                                                                                |
| Лучшие звуковые эффекты                        | ★ Джон Пойнер — «Грязная дюжина» |
| Лучшие звуковые эффекты                        | • Джеймс Ричард — «Душной южной ночью» |
| Лучшие специальные визуальные эффекты          | ★ Л. Б. Эбботт — «Доктор Дулиттл» |
| Лучшие специальные визуальные эффекты          | • Ховард Э. Андерсон мл., Альберт Уитлок — «Тобрук»                                                                                                  |
| Лучший документальный полнометражный фильм     | ★ Взвод Андерсона / La Section Anderson (продюсер: Пьер Шёндёрффер)                                                                                  |
| Лучший документальный полнометражный фильм     | • Фестиваль / Festival (продюсер: Мюррэй Лернер) |
| Лучший документальный полнометражный фильм     | • Урожай / Harvest (продюсер: Кэррол Бэллард) |
| Лучший документальный полнометражный фильм     | • A King's Story / A King’s Story (продюсер: Джек Левин)                                                                                             |
| Лучший документальный полнометражный фильм     | • Время для сжигания / A Time for Burning (продюсер: Билл Джерси)                                                                                    |
| Лучший документальный короткометражный фильм   | ★ Красные леса / The Redwoods (продюсеры: Марк Джонатан Харрис и Тревор Гринвуд)                                                                     |
| Лучший документальный короткометражный фильм   | • Monument to the Dream / Monument to the Dream (продюсер: Чарльз Гуггенхейм)                                                                        |
| Лучший документальный короткометражный фильм   | • Стоянка / A Place to Stand (продюсер: Кристофер Чэпман)                                                                                            |
| Лучший документальный короткометражный фильм   | • See You at the Pillar / See You at the Pillar (продюсер: Роберт Фитчетт)                                                                           |
| Лучший документальный короткометражный фильм   | • While I Run This Race / While I Run This Race (продюсер: Карл В. Рэгсдэйл)                                                                         |
| Лучший игровой короткометражный фильм          | ★ Стоянка / A Place to Stand (продюсер: Кристофер Чэпман)                                                                                            |
| Лучший игровой короткометражный фильм          | • Греби к морю / Paddle to the Sea (продюсер: Джулиан Биггз)                                                                                         |
| Лучший игровой короткометражный фильм          | • Небо над Голландией / Sky Over Holland (продюсер: Джон Фернхут)                                                                                    |
| Лучший игровой короткометражный фильм          | • Stop Look and Listen / Stop, Look and Listen (продюсеры: Лен Янсон и Чак Менвилль)                                                                 |
| Лучшая короткометражка (мультипликация)        | ★ Ящик / The Box (продюсер: Фред Вульф) |
| Лучшая короткометражка (мультипликация)        | • Бета-гипотеза / Hypothèse Beta (продюсер: Жан-Шарль Мюнье)                                                                                         |
| Лучшая короткометражка (мультипликация)        | • Что там на Земле! / What on Earth! (продюсеры: Роберт Верралл и Вульф Кениг)                                                                       |

### Специальные награды
| Награда                                                         | Лауреаты                                                                            |
| --------------------------------------------------------------- | ----------------------------------------------------------------------------------- |
| Премия за выдающиеся заслуги в кинематографе (Почётный «Оскар») | ★ Артур Фрид — за заслуги перед Академией и создание шести топ-рейтинговых телешоу. |
| Награда имени Ирвинга Тальберга                                 | ★ Альфред Хичкок                                                                    |
| Награда имени Джина Хершолта                                    | ★ Грегори Пек                                                                       |

| - Артур Фрид | - Альфред Хичкок | - Грегори Пек |

## Научно-технические награды
| Категории | Лауреаты | Лауреаты |
| --------- | --- | -------- |
| Class I   | Не присуждалась |          |
| Class II  | Не присуждалась |          |
| Class III | • Электрооптическое подразделение Kollmorgen Corp. — за проектирование и разработку серии кинопроекционных объективов. |          |
| Class III | • Panavision, Inc. — за двигатель с переменной скоростью для кинокамер.                                                |          |
| Class III | • Фред Р. Уилсон (Звуковой отдел студии Сэмюэля Голдвина) — за фиксатор уровня звука.                                  |          |
| Class III | • Уолдон О. Уотсон (Звуковой отдел Universal City Studio) — за новые концепции в дизайне Music Scoring Stage.          |          |